# Ляхувка-Дужа
Ляхувка-Дужа (пол. Lachówka Duża) — село в Польщі, у гміні Залесе Більського повіту Люблінського воєводства. Населення — 239 осіб (2011).

## Історія
За даними етнографічної експедиції 1869—1870 років під керівництвом Павла Чубинського, у селі Ляхівка переважно проживали греко-католики, які розмовляли українською мовою.
У 1975—1998 роках село належало до Білопідляського воєводства.

## Демографія
Демографічна структура станом на 31 березня 2011 року:
|          | Загалом | Допрацездатний вік | Працездатний вік | Постпрацездатний вік |
| -------- | ------- | ------------------ | ---------------- | -------------------- |
| Чоловіки | 123     | 27                 | 85               | 11                   |
| Жінки    | 116     | 23                 | 68               | 25                   |
| Разом    | 239     | 50                 | 153              | 36                   |